# Simone Angelini
Simone Angelini (Chieti, 17 ottobre 1980) è un fumettista, illustratore e animatore italiano.

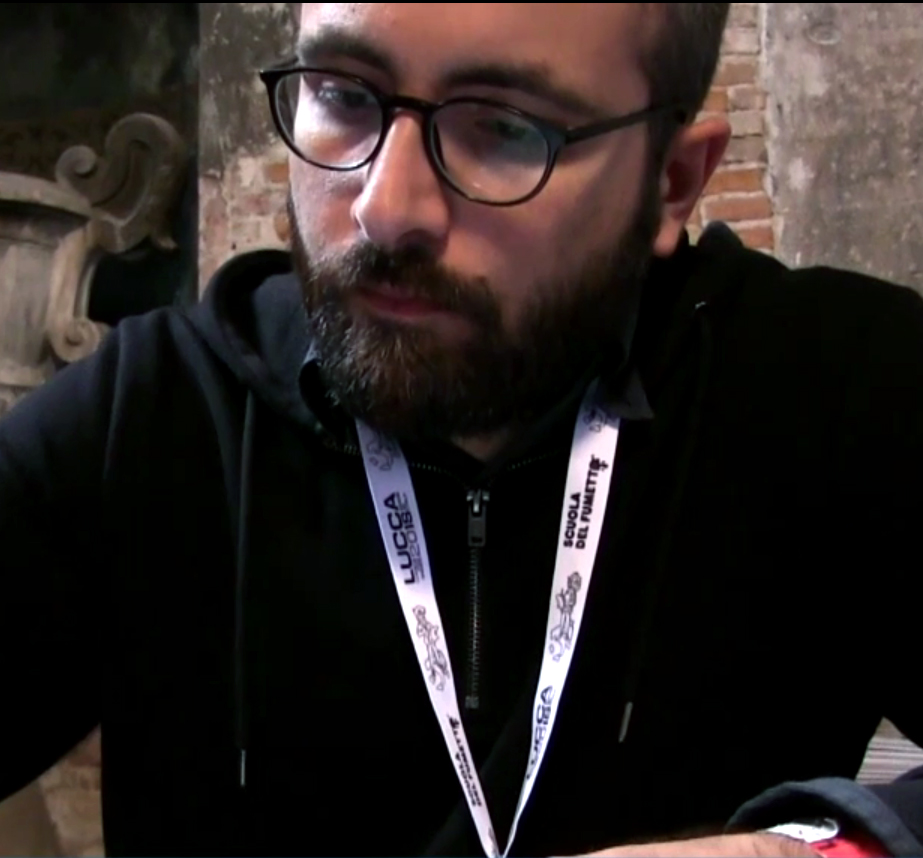
Simone Angelini nel 2018

Autore del noto fumetto Anubi, collabora con case editrici, agenzie di comunicazione, riviste, fiere e festival di settore, e si dedica ad una autoproduzione sperimentale che abbraccia fumetto, illustrazione e animazione.

## Biografia
Nasce a Chieti ma vive da sempre a Pescara, città di origine della sua famiglia. Laureato in architettura, si avvicina giovanissimo al mondo del fumetto da autodidatta.

Nel 2009 crea la fanzine pescarese Carta Straccia, dove sperimenta con il fumetto e l'illustrazione.

Negli anni successivi i suoi racconti a fumetti vengono pubblicati in riviste, fanzine e antologici indipendenti Unknown Species, Aggiotaggio, MiAmi, Pastiche, La Morte ti fa belva, Dirty Bites, Then It was Dark, Atomic Rocket, Crack Capitale, KrangLSD.
Nel 2012 inizia la collaborazione con lo scrittore Marco Taddei, dando vita alle raccolte Storie brevi e senza pietà e Altre Storie brevi e senza pietà con prefazioni del fumettista Ratigher per la casa editrice romana Bel-ami edizioni. Il secondo volume viene tradotto e pubblicato per il mercato americano con il nome Short and merciless stories dall'editore Tinto press con prefazione di Noah Van Sciver e note di Gary Dumm, Jason Waltz, Sam Spina e Sophie Crumb. Le "Storie brevi e senza pietà" verranno ristampate nel 2017 per Panini Comics in una riedizione definitiva contenente una selezione di storie dal primo e secondo volume. La collaborazione con Taddei prosegue con la storia breve di fantascienza Malloy apparsa nel primo volume dell'antologico B-Comics a cura di Maurizio Ceccato per lo studio romano Ifix nel novembre 2014.
Nel 2013 crea il Canale delle Mazzate, una sperimentazione a cavallo tra un fight club, il fumetto, l'illustrazione e l'animazione. Utilizza questo progetto per sfidare con il disegno, fumettisti e illustratori noti e meno noti di tutto il mondo. Da questa esperienza scaturisce una autoproduzione Book of Mazzate e una serie di workshop svolti durante fiere e festival di settore. Nel Maggio 2020 utilizza il format in un Torneo delle Mazzate in diretta streaming sui canali facebook e youtube ufficiali del Napoli Comicon coinvolgendo altri sei fumettisti, Carmine di Giandomenico, Dottor Pira, Vincenzo Filosa, Spugna, Paolo Cattaneo, Enrico Macchiavello, Martoz e nell'arbitraggio Davide Toffolo, Alessandro Baronciani e Francesco Artibani.
Nel 2013 è direttore artistico del P.I.C.S., sezione fumetto del Festival delle letterature dell'Adriatico di Pescara, organizzando incontri con Gipi, Ratigher, Maicol&Mirco, Dottor Pira, Marco Taddei, Matteo Farinella, Roberto Battestini, Vitt Moretta, Spugna, Cammello, Maurizio Ceccato e Cristian Di Clemente.
Nel settembre 2014 vince il premio Missaglia "Miglior Autore" al Treviso Comic Book Festival.
Al Lucca Comics & Games 2015 Angelini e Taddei presentano il graphic novel Anubi edito da Grrrz Comic Art Books, nominato nei mesi seguenti come miglior fumetto dell'anno da critica e pubblico. Anubi riappare con delle storie brevi nei numeri di febbraio e agosto 2016 della storica rivista Linus, su Alias Comics, allegato de Il Manifesto, nel novembre 2018 e sulla Smemoranda 2021.
Angelini realizza il booktrailer promozionale di "Anubi", un cartone animato parodia della sigla della Pimpa di Altan e Enzo D'Alò, che arriva finalista nel 2016 al Trailers Film Festival di Milano.
Il Book Trailer farà parte delle proiezioni celebrative dedicate ad Altan durante il festival internazionale di fumetto e animazione "La città Incantata 2017" di Civita di Bagnoregio a cura del giornalista Luca Raffaelli.
Durante la cerimonia del Premio Attilio Micheluzzi 2016, ANUBI si aggiudica il premio speciale La Repubblica XL.
Bissa lo stesso anno al Treviso Comicbook Festival vincendo il premio Carlo Boscarato come Miglior fumetto italiano del 2016.
Sempre nel 2016 collabora con l'Espresso e Coconino/Fandango sulla collana "Tutto Pazienza", in particolare sul numero 13 dedicato agli anni pescaresi di Andrea Pazienza e all'esperienza di Convergenze. Tornerà sull'argomento nel novembre del 2018 come relatore insieme ad Albano Paolinelli, Sandro Visca e Rita D'Emilio nella conferenza "Andrea Pazienza e gli anni Pescaresi" tenutasi nella Maisons des Arts della Fondazione Pescarabruzzo a conclusione della mostra antologica "Andrea Pazienza, trent'anni senza" organizzata da Napoli Comicon e Arf festival a Pescara.
Al Napoli Comicon 2017 viene presentato "Malloy, Il Gabelliere Spaziale", un graphic novel di fantascienza di Angelini, su testi di Marco Taddei per la collana 9L di Panini Comics.
La copertina del fumetto Malloy, ideata e disegnata da Angelini, è tra le prime tre "Migliori copertine di libri 2017" per "Buona la Prima" una mostra ideata da Stefano Salis, giornalista de Il Sole 24 ore, per la fiera Tempo di Libri di Milano e il The London Bookfair in collaborazione con l'Istituto di Cultura italiana di Londra.
È tra i creatori di Zapp!, festival indipendente di autoproduzioni nato a Pescara nel 2018 e legato principalmente al fumetto, all’illustrazione, al gioco e alla piccola editoria. Ha ideato il nome del festival anagrammando la sigla del fumettista PAZ e il logo usando il Capodoglio conservato nel Museo Ittico di Pescara da contrapporre al gioioso Delfino, simbolo della città adriatica. Il festival è inserito nel network di festival indipendenti costituito da altri collettivi che lavorano a mostre-mercato in varie città tra cui Bari (Caco), Bologna (Olè), Lucca (Borda), Macerata (Ratatà), Milano (AFA), Napoli (Uè) e Roma (Crack!).
Figura tra gli autori selezionati per la mostra e relativo catalogo "1938 - 2018 Ottant'anni dalle leggi raziali in Italia", ideata da Roberto Genovesi e organizzata da Arf Festival, Rai Com e Cartoons on the bay.
Al Lucca Comics & Games 2018 viene presentato in anteprima il nuovo graphic novel d'orrore di Angelini "4 Vecchi di Merda" su testi di Marco Taddei per Coconino Press, il libro riscuote immediatamente un grande successo ed è subito sold out. Con il titolo "4 vieux enfoirés" viene pubblicato anche in lingua francese da Rackham.
Dal 2018 collabora nella collana Hinc Junior della Giulio Perrone Editore illustrando i volumi "Marina" di Ritanna Armeni e Eleonora Mancini, "Onda Marina e il Drago spento" di Dacia Maraini e Eugenio Murrali, "Gli Eroi di Leucolizia" di Angela Iantosca, "Tutti su per terra" di Loretta Cavaricci. 
Nel 2019 viene pubblicato "Enrico", libro a fumetti che espande l'universo narrativo di Anubi. 
Nel 2019 ha partecipato al progetto “Fumetti nei Musei” promosso dal MiBACT e da Coconino Press con la storia Il Tema di Ascanio per il Museo Nazionale di Castel Sant'Angelo a Roma, utilizzando i personaggi dei suoi fumetti, Anubi, Horus, Enrico.
Nel Marzo 2020 partecipa con Milo Manara, Gipi, Zerocalcare, Giuseppe Palumbo, Mirka Andolfo, Davide Toffolo, ZUZU, Carmine Di Giandomenico, Sara Pichelli e altri fumettisti alla realizzazione del volume corale COme VIte Distanti con prefazione di Alessandro Baricco, promosso dal festival Arf! e all'asta benefica su Catawiki organizzata dall'Area Performance del Lucca Comics and Games entrambi per raccogliere fondi in sostegno dell’Istituto Spallanzani e del Sistema Sanitario Toscano per la lotta alla COVID-19.
Dall'edizione 2021/2022 dell'agenda Smemoranda esordiscono i fumetti delle "Storie Zitte", nuove storie su carta della sua serie omonima di animazioni. Una sua "Storia Zitta" appare anche nell'inserto a fumetti Dopodomani del quotidiano Domani diretto da Stefano Feltri.
Dal 2021 un suo autoritratto è presente nella Collezione degli Uffizi ed esposto al Palazzo Ducale in occasione di Lucca Comics & Games 2021 nell’ambito della mostra “Fumetti nei musei | Gli autoritratti degli Uffizi” a cura di Mattia Morandi e Chiara Palmieri.
L'ultimo suo Graphic Novel è "Storie Zitte" pubblicato nel maggio 2022 da Ifix di Maurizio Ceccato.
Dal 2023 collabora con il Clap Museum di Pescara. Sua e di Oscar Glioti la curatela delle mostre "Scòzzari ride ancora" e "Tamburini - Il tempo è l'unico denaro".

## Stile
(Stefano Feltri, Il Fatto Quotidiano, Anno II n.31, 1 Febbraio 2019)
(Alex Durso, Artribune)
(Tonio Troiani, Fumettologica)
(Gaia Pagliula, Salt Editions)
(Anubi)
(Redazionale, Alias Comics, Anno II n.6, Novembre 2018)
(Matteo Grilli, Esquire Italia)

## Graphic Novel
- Storie Brevi e senza pietà (Bel-ami edizioni, 2012)
- Altre Storie Brevi e senza pietà (Bel-ami edizioni, 2013)
- Short and merciless stories (Usa, Tinto press, 2014)
- Anubi (Grrrz Comic Art Books, 2015)
- Malloy, Contro i Mucchi D'Ossa (Panini 9L, 2016)
- Malloy, Gabelliere Spaziale (Panini 9L, 2017)
- Storie brevi e senza pietà - riedizione (Panini 9L, 2017)
- Anubi - riedizione (Coconino press/Fandango, 2018)
- Horus (Coconino press/Fandango, 2018)
- 4 vecchi di merda (Coconino press/Fandango, 2018)
- Enrico (Coconino press/Fandango, 2019)
- Il tema di Ascanio (MiBACT-Coconino Press, 2019)
- 4 vieux enfoirés (Editions Rackham, 2020)
- Storie Zitte (Ifix, 2022)

## Collaborazioni
- Then it was dark (Usa, Peppermint Monsters, 2014)
- Dieci Lune: Preistoria (Bel-ami edizioni, 2014)
- B-Comics - Crack (Ifix, 2014)
- Dirty Bites vol.5 (Eng, 2015)
- Linus (Baldini&Castoldi 2016)
- TuttoPazienza n.13 "Convergenze" (Espresso/Fandango 2016)
- Dirty Bites vol.7 (Eng, 2016)
- Manuale illustrato dell'idiota digitale di Diego Cajelli (Panini Comics 2017)
- "Magnotta Wars" di Antonio Recupero e Fabrizio Di Nicola (Magic Press 2017)
- Quel Piccolissimo Giganteschio n.4 (Uomini nudi che corrono 2017)
- Snuff Comix n.12 (2017)
- Built on Strange Ground (Usa, Peppermint Monsters, 2017)
- "1938 - 2018 Ottant'anni dalle leggi raziali in Italia" (Rai Com 2018)
- Čapek magazine n.1 (2018)
- "Marina" di Ritanna Armeni e Eleonora Mancini (Giulio Perrone Editore, 2018)
- Alias Comics (Il Manifesto, 2018)
- "Onda Marina e il Drago spento" di Dacia Maraini e Eugenio Murrali (Giulio Perrone Editore, 2019)
- "Gli Eroi di Leucolizia" di Angela Iantosca (Giulio Perrone Editore, 2020)
- Come Vite Distanti (Arf Festival, 2020)
- Smemoranda 2021 con "Anubi" (Gut Distribution)
- "Tutti su per terra" di Loretta Cavaricci (Giulio Perrone Editore, 2021)
- Smemoranda con "Storie Zitte" (Gut Distribution, 2022)
- Dopodomani allegato a fumetti del quotidiano Domani con "Storie Zitte" (RCS, 2022)
- Cibo allegato del quotidiano Domani (RCS, 2023)
- Smemoranda con "Storie Zitte" (Giochi Preziosi, 2023)

## Autoproduzioni
- Musici Tragici (2006)
- Carta Straccia (2009)
- Unknown Species (2011)
- La possibilità di morire per un motivo ridicolo (2014)
- Book Of Mazzate vol.1 (2014/2018)
- Ponte (Independent Comics 2019)
- Pianoterra (Independent Comics 2019)
- BIP (Independent Comics 2022)

## Animazioni
- Canale delle Mazzate (2013)
- Booktrailer Anubi (2015)
- Booktrailer Malloy (2017)
- Storie Zitte (2020)

## Riconoscimenti
- Premio Missaglia - Autore rivelazione con "Altre storie brevi e senza pietà" al Treviso Comic Book Festival (2013)
- Premio Micheluzzi La Repubblica XL - Miglior fumetto italiano 2015 con "Anubi" al Napoli Comicon (2016)
- Premio Carlo Boscarato - Miglior fumetto italiano 2016 con "Anubi" al Treviso Comic Book Festival (2016)
- Buona la prima - Terza "Miglior copertina di Libro 2017" con "Malloy Gabelliere Spaziale" al Tempo di Libri di Milano (2018)
- Premio Carlo Boscarato con "COme VIte Distanti" aa.vv. al Treviso Comic Book Festival (2020)
- Audience Award per le "Storie Zitte" al Max3min Festival di Milano (2021)
- Premio speciale della Giuria per le "Storie Zitte" all' Anìmator Festival di Poznar (2021)